# Partick Thistle Football Club 2018-2019
Questa voce raccoglie le informazioni riguardanti il Partick Thistle Football Club nelle competizioni ufficiali della stagione 2018-2019.

## Stagione
- In Scottish Championship il Partick Thistle si classifica al 6º posto (43 punti), dietro al Greenock Morton e davanti al Dunfermline.
- In Scottish Cup viene eliminato ai quarti di finale dagli Hearts (2-1 al replay dopo l'1-1 della prima partita).
- In Scottish League Cup viene eliminato al secondo turno dal Celtic (1-3).

## Maglie e sponsor
| Casa | Trasferta |

## Rosa
| N. |                             | Ruolo | Calciatore             |
| -- | --------------------------- | ----- | ---------------------- |
| 1  | Scozia (bandiera)           | P     | Cammy Bell             |
| 2  | Inghilterra (bandiera)      | D     | Christie Elliot        |
| 3  | Scozia (bandiera)           | D     | James Penrice          |
| 4  | Scozia (bandiera)           | D     | Thomas O'Ware          |
| 5  | Irlanda del Nord (bandiera) | D     | Niall Keown            |
| 6  | Irlanda (bandiera)          | D     | Sean McGinty           |
| 7  | Scozia (bandiera)           | C     | Blair Spittal          |
| 8  | Scozia (bandiera)           | C     | Stuart Bannigan        |
| 9  | Scozia (bandiera)           | A     | Kris Doolan (capitano) |
| 11 | Scozia (bandiera)           | C     | Gary Harkins           |
| 12 | Australia (bandiera)        | P     | Aaron Lennox           |
| 14 | Irlanda del Nord (bandiera) | C     | Shea Gordon            |
| 15 | Irlanda del Nord (bandiera) | P     | Conor Hazard           |
| 16 | Scozia (bandiera)           | C     | Andrew McCarthy        |

| N. |                             | Ruolo | Calciatore           |
| -- | --------------------------- | ----- | -------------------- |
| 17 | Scozia (bandiera)           | C     | Craig Slater         |
| 18 | RD del Congo (bandiera)     | A     | Andréa Mbuyi-Mutombo |
| 19 | Inghilterra (bandiera)      | A     | Miles Storey         |
| 20 | Scozia (bandiera)           | C     | Callum Wilson        |
| 21 | Scozia (bandiera)           | C     | Aidan Fitzpatrick    |
| 22 | Scozia (bandiera)           | D     | Lee Duncanson        |
| 23 | Scozia (bandiera)           | P     | Jamie Sneddon        |
| 24 | Scozia (bandiera)           | C     | Anthony Eadie        |
| 29 | Costa d'Avorio (bandiera)   | A     | Souleymane Coulibaly |
| 30 | Galles (bandiera)           | D     | Daniel Jefferies     |
| 31 | Scozia (bandiera)           | D     | Jack McMillan        |
| 32 | Inghilterra (bandiera)      | C     | Joe Cardle           |
| 37 | Scozia (bandiera)           | D     | Tom Scobbie          |
| 39 | Irlanda del Nord (bandiera) | A     | Ally Roy             |